# Piranha Bytes
Piranha Bytes – niemieckie studio zajmujące się produkcją gier komputerowych. Mieści się w Essen, zostało założone w październiku 1997 roku przez byłych pracowników Greenwood Entertainment.
Pierwszym projektem studia była gra Gothic, nad którym prace rozpoczęto na początku roku 1996. Po roku prac zespół rozrósł się do trzynastu osób. Ponad dwa lata później gra była gotowa w wersji niemieckiej. Prawo do jej wydania kupiło niemieckie przedsiębiorstwo Egmont Interactive, oddział duńskiego holdingu Egmont.
JoWooD Entertainment uzyskał tymczasowe prawo do wydawania gier z serii Gothic, lecz Piranha Bytes nigdy nie straciła praw do tej marki.  W 2009 roku skończyła prace nad nowym tytułem – fabularną grą akcji o nazwie Risen (wcześniej gra była znana pod roboczym tytułem RPB).
W 2008 roku Piranha Bytes od nowa zaczęło współpracę z JoWooD Productions, jednak wydawaniem serii Risen zajęło się niemieckie przedsiębiorstwo Deep Silver.
W maju 2019 roku studio Piranha Bytes oraz jego cała własność intelektualna zostały wykupione przez THQ Nordic.
Według informacji jednego z pracowników studio zostało zamknięte pod koniec czerwca 2024 roku.

## Gry stworzone przez Piranha Bytes
- Gothic – data wydania: 15 marca 2001
- Gothic II – data wydania: 29 listopada 2002
- Gothic II: Noc Kruka (oficjalny dodatek) – data wydania: 22 sierpnia 2003
- Gothic 3 – data wydania: 3 listopada 2006
- Risen – data wydania: 2 października 2009 – świat, 9 października 2009 – Polska
- Risen 2: Mroczne wody – data wydania: 27 kwietnia 2012
- Risen 3: Władcy tytanów – data wydania: 15 sierpnia 2014
- Elex – data wydania: 17 października 2017[8]
- Elex 2 - data wydania: 1 marca 2022

## Produkcje anulowane
- Gothic Sequel – dodatek do pierwszej części Gothic, nad którym pracowano w 2001 roku. Informacje o rozszerzeniu zostały ujawnione dopiero w 2016 roku za sprawą wycieku na portalu World of Players. Mimo anulowania projektu wiele modeli i tekstur z Gothic Sequel pojawiło się w Gothic II i Gothic II: Noc Kruka[9].